# 巴布 (蒙大拿州)
巴布（英語：Babb）是位於美國蒙大拿州冰川縣的普查規定居民點。

## 歷史
巴布的郵局自1905年營運至今。

## 人口
根據2020年美國人口普查的數據，巴布的面積為24.76平方千米，當中陸地面積為24.57平方千米，而水域面積為0.19平方千米。當地共有人口130人，而人口密度為每平方千米5.25人。